# Frome, Jamaica
Frome är en ort i Jamaica.   Den ligger i parishen Parish of Westmoreland, i den västra delen av landet, 150 km väster om huvudstaden Kingston. Frome ligger 14 meter över havet och antalet invånare är 993. Den ligger på ön Jamaica.
Terrängen runt Frome är platt åt sydost, men åt nordväst är den kuperad. Runt Frome är det ganska tätbefolkat, med 207 invånare per kvadratkilometer. Närmaste större samhälle är Savanna-la-Mar, 8,6 km söder om Frome. Omgivningarna runt Frome är en mosaik av jordbruksmark och naturlig växtlighet.